# Iris bostrensis
Iris bostrensis är en irisväxtart som beskrevs av Paul Mouterde. Iris bostrensis ingår i släktet irisar, och familjen irisväxter.
Artens utbredningsområde är Syrien. Inga underarter finns listade i Catalogue of Life.